# Vilgain
Vilgain s.r.o. je brněnská firma provozující český a slovenský e-shop se sportovní výživou Aktin, na zahraničních trzích je aktivní pod značkou Vilgain (will to gain). Specializuje se na výrobu a prodej prémiových potravin, sportovní výživy a doplňků stravy. Klade důraz na kvalitní složení, jednoduchost a udržitelnost.

## Historie
Magazín Aktin založili v roce 2010 Michal Hubík a Jan Kern. V následujícím roce vznikl e-shop a byla založena firma Selltime. V roce 2014 vznikl na ulici Tkalcovská nový velký sklad. V roce 2017 se, po odchodu Jana Kerna, stal Michal Hubík výhradním majitelem společnosti. Díky dalšímu růstu byla firma schopná v dubnu 2022 otevřít novou výrobně-distribuční halu.
K první expanzi firmy došlo v roce 2018 na Slovensko pod obchodní značkou Aktin. Další zemí, do které firma expandovala, se v roce 2021 stalo Německo, tentokrát již pod obchodní značkou Vilgain, která byla využita i při přejmenování firmy. V následujících letech Vilgain vstoupil i na další evropské trhy – do Rakouska, Polska, Maďarska, Švýcarska, Velké Británie a Rumunska.
Od roku 2023 je firma aktivní také na poli B2B a její produkty je možné si zakoupit na platformách Wolt, Rohlík.cz, britském a německém Amazonu či v největším německém obchodním řetězci Edeka. Růstu značky pomáhají také spolupráce s HC Sparta, s českou hokejovou reprezentací, kde působí jako oficiální výživový partner, nebo s organizací RunCzech.

## Kamenné prodejny
Ve svém domovském Brně provozuje kamennou prodejnu v obchodním centru Letmo, která bude zanedlouho relokována na Masarykovu třídu. V únoru roku 2025 také v Brně na Smetanově ulici otevřela pod svojí značkou Vilgain svůj první fastfood, kde nabízí k zakoupení i produkty od lokálních farmářů.
Velký milník zaznamenala firma v roce 2024, kdy naplno vstoupila do světa retailu. V březnu téhož roku došlo k otevření prodejny Vilgain Health Store v pražském Paláci Karlín. Prodejna má představovat nový koncept prodejen, ve kterých není třeba číst etikety. Kromě kompletního portfolia značky Vilgain jsou zde k dostání také čerstvé výrobky od lokálních farmářů.

## Předmět podnikání a obory činnosti
Vilgain se zaměřuje na sportovní a funkční výživu, portfolio však doplňuje také přírodní kosmetika nebo ekologické prostředky na úklid.
Kromě přeprodeje zboží se firma věnuje také výrobě vlastních produktů. První pokus představovala v roce 2014 dceřiná společnost R3ptile vyrábějící oříšková másla. Pod značku Vilgain spadají sportovní suplementy, funkční potraviny a nově také oblečení.
Podle webu Roklen24 byla firma k roku 2021 považována za jednu z nejvlivnějších společností na sociálních sítích v Česku. V roce 2021 začala spolupracovat s influencery i na společném vývoji nových produktů.